# Сундсвалль (комуна)
Комуна Сундсвалль (швед. Sundsvalls kommun) — адміністративно-територіальна одиниця місцевого самоврядування, що розташована в лені Вестерноррланд у північній Швеції на узбережжі Ботнічної затоки.
Сундсвалль — 26-а за величиною території комуна Швеції. Адміністративний центр комуни — місто Сундсвалль.

## Населення
Населення становить 96 586 людей (станом на вересень 2012 року). 
| Кількість населення комуни Сундсвалль за 1970-2010 роки | Кількість населення комуни Сундсвалль за 1970-2010 роки | Кількість населення комуни Сундсвалль за 1970-2010 роки | Кількість населення комуни Сундсвалль за 1970-2010 роки | Кількість населення комуни Сундсвалль за 1970-2010 роки |
| ------------------------------------------------------- | ------------------------------------------------------- | ------------------------------------------------------- | ------------------------------------------------------- | ------------------------------------------------------- |
| Рік                                                     |                                                         |                                                         | Населення                                               |                                                         |
| 1970                                                    | 1970                                                    |                                                         | 90 795                                                  | 90 795                                                  |
| 1975                                                    | 1975                                                    |                                                         | 93 992                                                  | 93 992                                                  |
| 1980                                                    | 1980                                                    |                                                         | 94 742                                                  | 94 742                                                  |
| 1985                                                    | 1985                                                    |                                                         | 93 181                                                  | 93 181                                                  |
| 1990                                                    | 1990                                                    |                                                         | 93 808                                                  | 93 808                                                  |
| 1995                                                    | 1995                                                    |                                                         | 94 531                                                  | 94 531                                                  |
| 2000                                                    | 2000                                                    |                                                         | 93 126                                                  | 93 126                                                  |
| 2005                                                    | 2005                                                    |                                                         | 94 044                                                  | 94 044                                                  |
| 2010                                                    | 2010                                                    |                                                         | 95 732                                                  | 95 732                                                  |
| Джерело: SCB                                            |                                                         |                                                         |                                                         |                                                         |

## Населені пункти
Комуні підпорядковано 25 міських поселень (tätort) та 36 сільських, більші з яких:
- Сундсвалль (Sundsvall)
- Ві-на-Альнені (Vi på Alnön)
- Матфорс (Matfors)
- Юганнедаль (Johannedal)
- Квісслебю (Kvissleby)
- Стоквік (Stockvik)
- Сундсбрук (Sundsbruk)
- Ньюрундабуммен (Njurundabommen)
- Скоттсунд (Skottsund)
- Свартвік (Svartvik)

## Міста побратими
Комуна підтримує побратимські контакти з такими муніципалітетами:
- Комуна Порсгрунн, Норвегія
- Порі, Фінляндія
- Сендерборг, Данія
- Волхов, Росія
- Конін, Польща

## Галерея

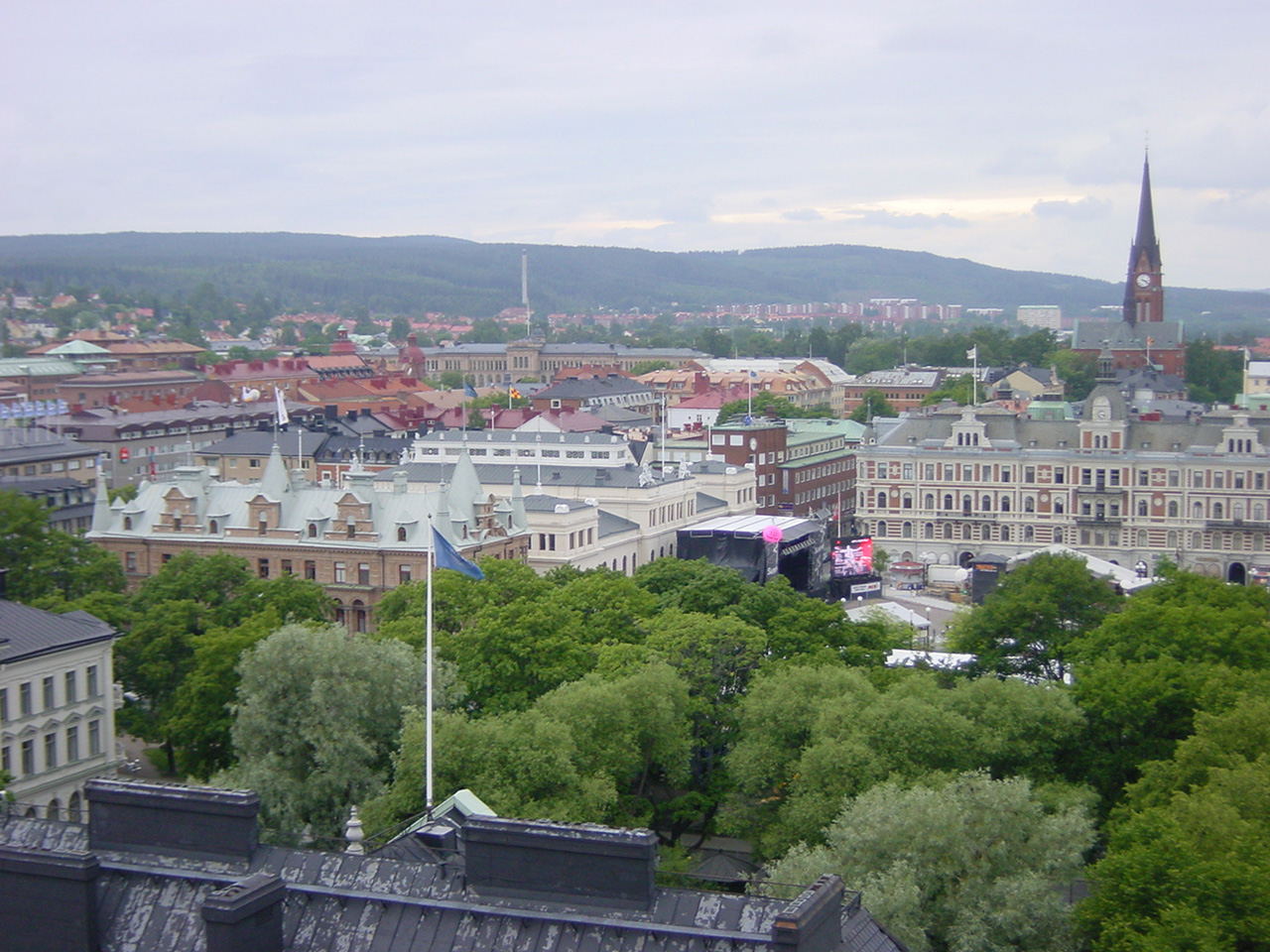
Панорама Сундсвалля
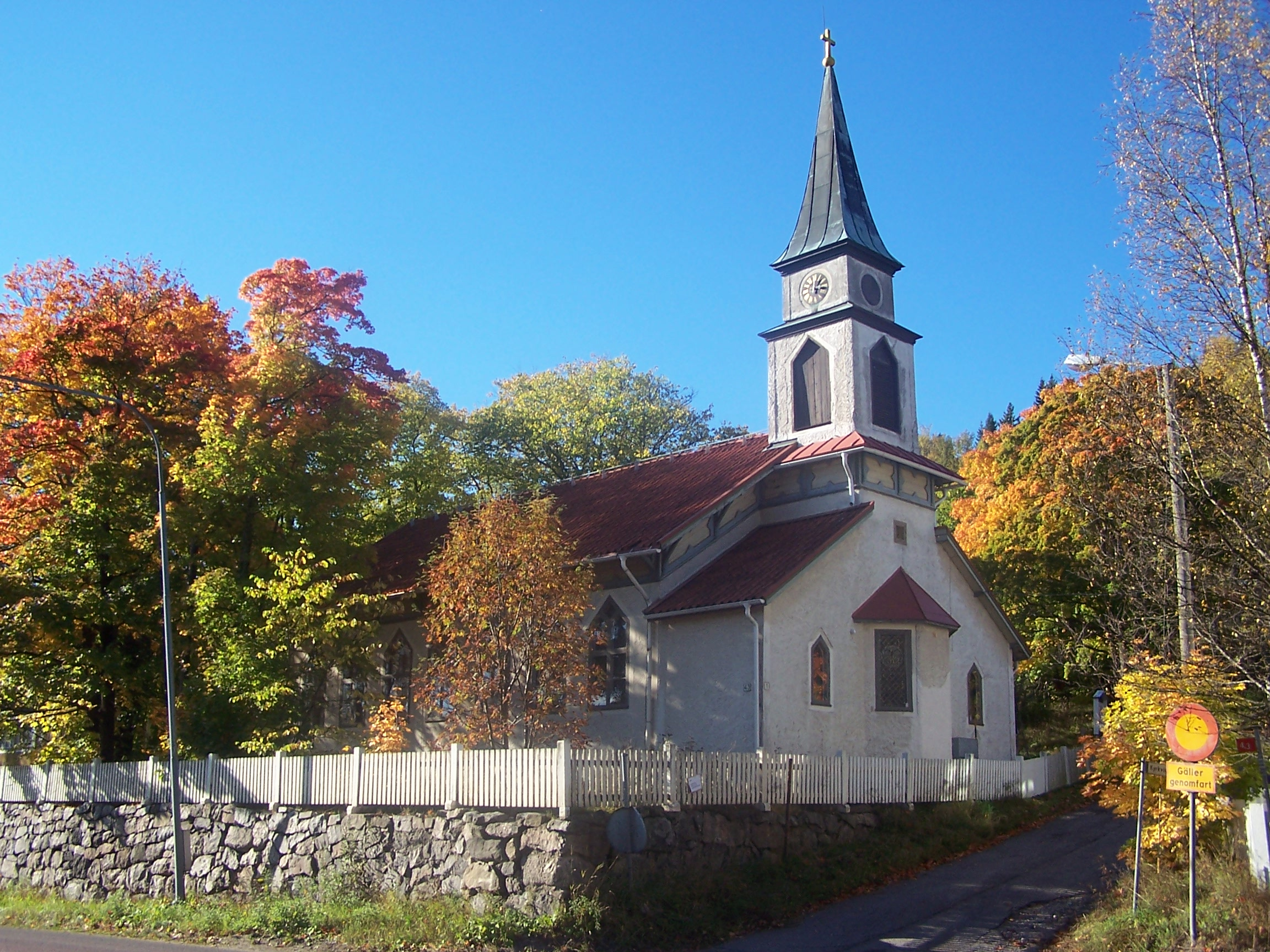
Церква (Свартвік)
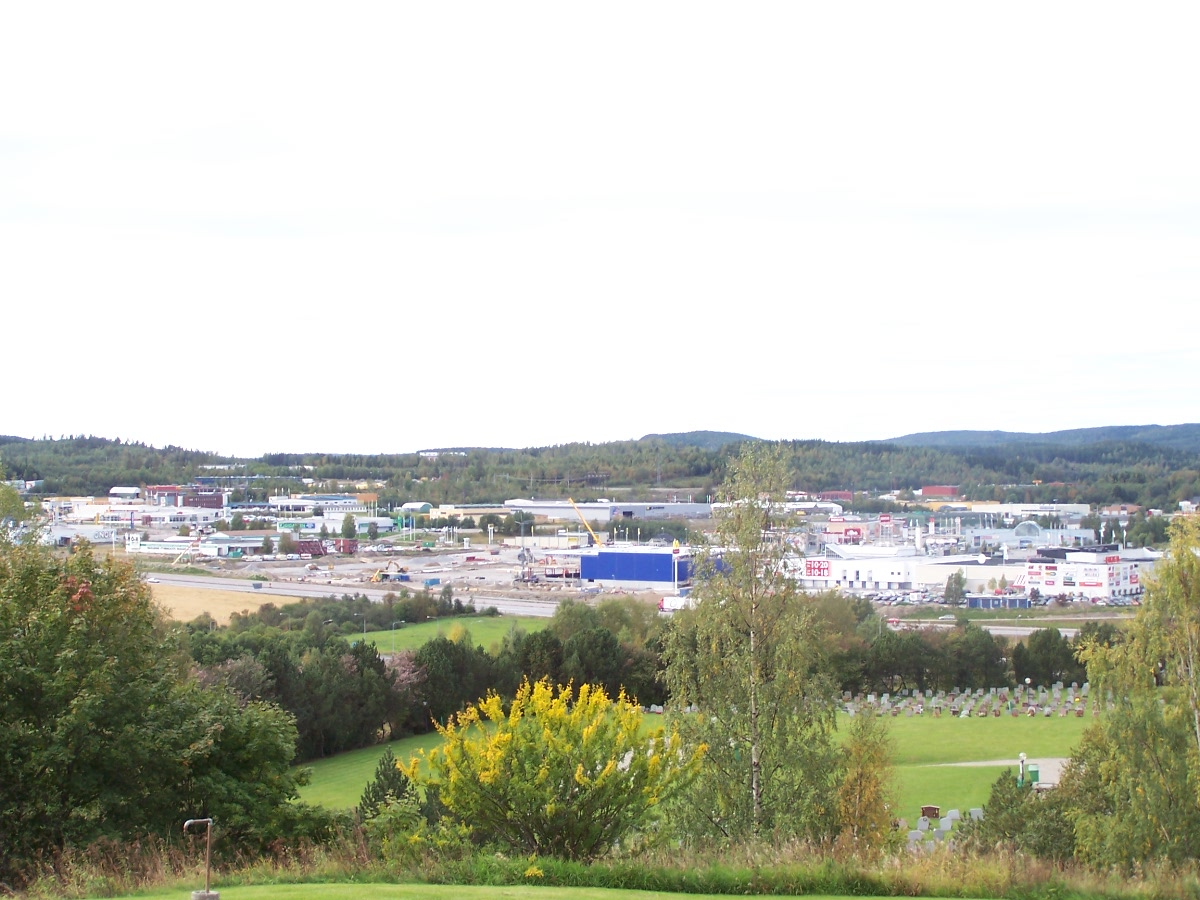
Містечко Бірста
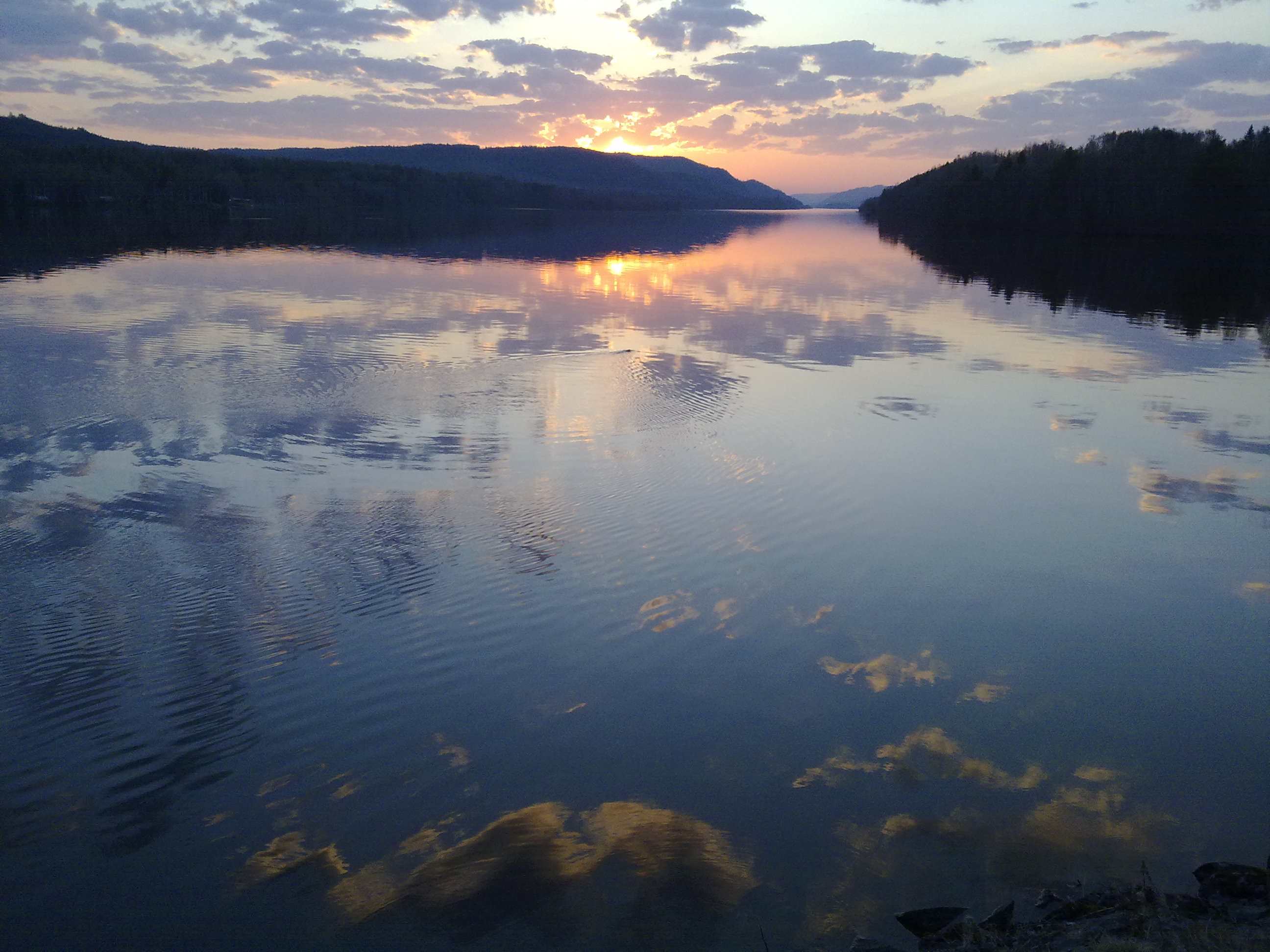
Креєвиди комуни Сундсвалль

## Виноски
1. ↑  Andersson P. Sveriges kommunindelning 1863-1993 — Mjölby: Draking, 1993. — 132 с. — ISBN 978-91-87784-05-7
2. ↑  Folkmangd i riket, lan och kommuner (шв.) . Центральне бюро статистики Швеції. Архів оригіналу за 20 серпня 2013. Процитовано 1 лютого 2013.